# C/2008 S3 Boattini
C/2008 S3 (Boattini) è una cometa non periodica del Sistema solare, la quarta cometa scoperta dall'astronomo italiano Andrea Boattini. La scoperta è avvenuta nel corso del programma MLS (Mt. Lemmon Survey) condotto dall'Osservatorio Steward.